# بريدجيت أندرسن
بريدجيت أندرسن (بالإنجليزية: Bridgette Andersen)‏ هي عارضة وممثلة أمريكية، ولدت في 11 يوليو 1975 في الولايات المتحدة، وتوفيت في 18 مايو 1997 بلوس أنجلوس في الولايات المتحدة.

## وصلات خارجية
- بريدجيت أندرسن على موقع IMDb (الإنجليزية)
- بريدجيت أندرسن على موقع ألو سيني (الفرنسية)
- بريدجيت أندرسن على موقع تيرنر كلاسيك موفيز (الإنجليزية)
- بريدجيت أندرسن على موقع أول موفي (الإنجليزية)
- بريدجيت أندرسن على موقع قاعدة بيانات الفيلم (الإنجليزية)
- بريدجيت أندرسن على موقع كينوبويسك (الروسية)